# Cleorina costata
Cleorina costata is een keversoort uit de familie bladkevers (Chrysomelidae). De wetenschappelijke naam van de soort werd in 1983 gepubliceerd door Medvedev & Eroshkina.